# Ronde van Limburg
Ronde van Limburg – kolarski wyścig jednodniowy, rozgrywany w Belgii w okolicy miasta Sint-Truiden. 
Pierwsza edycja wyścigu odbyła się w 1919, jednak regularnie co roku rozgrywany był od 1933 do 1994 (z wyjątkiem 1971 i 1991). Wyścig reaktywowano w 2012, gdy jednocześnie został on włączony do cyklu UCI Europe Tour z kategorią 1.2, a w 2014 otrzymał kategorię 1.1.
W Holandii organizowany był wyścig o tej samej nazwie, przez większość edycji (z wyjątkiem lat 1997–2001, gdy włączono go do kalendarza UCI) przeznaczony dla amatorów.

## Zwycięzcy
Opracowano na podstawie:
| Rok  | Pierwsze               | Drugie                 | Trzecie                |          |
| ---- | ---------------------- | ---------------------- | ---------------------- | -------- |
| 1919 | Henri Moerenhout       | Louis Budts            | Edmond van Heyneghem   |          |
| 1933 | Frans Bonduel          | Alfons Deloor          | Maurice Croon          |          |
| 1934 | Louis Roels            | Odiel Van Eenoghe      | Gustaaf Van Slembrouck |          |
| 1935 | Frans Van Hassel       | Joseph Huts            | Auguste Van Tricht     |          |
| 1936 | Michel d'Hooghe        | Marcel Van Schil       | Ernest Planckaert      |          |
| 1937 | Alphonse Schepers      | Joseph Huts            | Mathieu Cardynaels     |          |
| 1938 | Joseph Huts            | Edward Vissers         | Frans Gahy             |          |
| 1939 | Frans Spiessens        | Albert 't Jolyn        | Georges Claes          |          |
| 1941 | Albert Dubuisson       | Achiel Buysse          | Georges Claes          |          |
| 1942 | Gustaaf Van Overloop   | Achiel Buysse          | Eugeen Jacobs          |          |
| 1943 | Marcel Kint            | Achiel Buysse          | André Declerck         |          |
| 1944 | Ernest Sterckx         | Sylvain Grysolle       | Édouard Van Dyck       |          |
| 1945 | Éloi Meulenberg        | Leopold Verschueren    | Édouard Van Dyck       |          |
| 1946 | Édouard Van Dyck       | Roger Cnockaert        | Edward Peeters         |          |
| 1947 | Georges Claes          | Maurice Mollin         | Emile Goutier          |          |
| 1948 | Karel Leysen           | Constant Verschueren   | Leopold Verschueren    |          |
| 1949 | Rik Van Steenbergen    | Gerard Buyl            | Frans Leenen           |          |
| 1950 | Jean Bogaerts          | Edward Peeters         | Jacques Dupont         |          |
| 1951 | Henri Serin            | Lode Anthonis          | Joseph Verhaert        |          |
| 1952 | Roger De Corte         | Karel De Baere         | Ernest Sterckx         |          |
| 1953 | Gaston de Wachter      | Frans Loyaerts         | Jozef De Feyter        |          |
| 1954 | Edward Peeters         | Ludo van der Elst      | Jan Storms             |          |
| 1955 | Ernest Sterckx         | Charles Vandormael     | Désiré Keteleer        |          |
| 1956 | Frans Schoubben        | Charles Vandormael     | Jan Van Gompel         |          |
| 1957 | Willy Vannitsen        | Emile Severeyns        | Jan Huyskens           |          |
| 1958 | Roger Baens            | Jean Vermaelen         | Guillaume Hendriks     |          |
| 1959 | Valère Paulissen       | Gerard Vergoossen      | Piet van den Brekel    |          |
| 1960 | Willy Vannitsen        | Frans Aerenhouts       | Georges Mortiers       |          |
| 1961 | Martin Van Geneugden   | Willy Schroeders       | Raymond Impanis        |          |
| 1962 | Peter Post             | Joseph Wouters         | Jozef Verachtert       |          |
| 1963 | Joseph Wouters         | Jo de Haan             | Ludo Janssens          |          |
| 1964 | Jos Dewit              | Jozef Verachtert       | Lode Troonbeeckx       |          |
| 1965 | Georges Van Coningsloo | Reindert De Jongh      | Roger De Coninck       |          |
| 1966 | Fernand Deferm         | Georges Van Coningsloo | Jean-Baptiste Claes    |          |
| 1967 | Edward Sels            | Theo Mertens           | Fernand Deferm         |          |
| 1968 | Léo Duyndam            | Patrick Sercu          | Alfons De Bal          |          |
| 1969 | Willy Vekemans         | Jos van der Vleuten    | Valere Van Sweevelt    |          |
| 1970 | Jan van Katwijk        | Georges Van Coningsloo | Raphaël Hooyberghs     |          |
| 1972 | Jozef Abelshausen      | Frans Verbeeck         | Raphaël Hooyberghs     |          |
| 1973 | Jozef Abelshausen      | Frans Verhaegen        | Jean-Pierre Berckmans  |          |
| 1974 | Frans Verbeeck         | Roger De Vlaeminck     | Bernard Bourguignon    |          |
| 1975 | Guido Van Sweevelt     | Cees Priem             | Walter Godefroot       |          |
| 1976 | Frans Van Looy         | Benny Schepmans        | Willem Peeters         |          |
| 1977 | Marcel Laurens         | Rik Van Linden         | Benny Schepmans        |          |
| 1978 | Willem Peeters         | Emiel Gysemans         | Rudy Pevenage          |          |
| 1979 | Guido Van Sweevelt     | Gerrie Knetemann       | Dirk Heirweg           |          |
| 1980 | Daniel Willems         | Paul Wellens           | Jos Jacobs             |          |
| 1981 | Ludwig Wijnants        | Heddie Nieuwdorp       | Leo van Vliet          |          |
| 1982 | Werner Devos           | Jan Bogaert            | Alfons De Wolf         |          |
| 1983 | Rudy Matthijs          | Henk Lubberding        | William Tackaert       |          |
| 1984 | Noël Dejonckheere      | Leo van Vliet          | Benny Van Brabant      |          |
| 1985 | Eric Vanderaerden      | Ron Snijders           | Jan Bogaert            |          |
| 1986 | Ad Wijnands            | Peter Hoondert         | Frank Van De Vijver    |          |
| 1987 | Wim Arras              | Jean-Paul van Poppel   | Willy Engelbrecht      |          |
| 1988 | Eric Vanderaerden      | Peter Pieters          | Wim Van Eynde          |          |
| 1989 | Jerry Cooman           | John Vos               | Eric Vanderaerden      |          |
| 1990 | Eddy Planckaert        | Benny Van Brabant      | Uwe Raab               |          |
| 1992 | Jans Koerts            | Jo Planckaert          | Benny Van Brabant      |          |
| 1993 | Patrick Van Roosbroeck | Hendrik Redant         | Danny Nelissen         |          |
| 1994 | Marc Wauters           | Stéphane Hennebert     | Frank Corvers          |          |
| 2002 |                        |                        |                        |          |
| 2012 | Kevin Claeys           | Rick Zabel             | Klaas Vantornout       |          |
| 2013 | Olivier Chevalier      | Kevin Claeys           | Huub Duyn              |          |
| 2014 | Mathieu van der Poel   | Paul Martens           | Greg Henderson         |          |
| 2015 | Björn Leukemans        | Dimitri Claeys         | Wouter Mol             |          |
| 2016 | Kenny Dehaes           | Tom Boonen             | Timothy Dupont         |          |
| 2017 | Wout van Aert          | Dorian Godon           | Gianni Vermeersch      |          |
| 2018 | Mathieu van der Poel   | Nacer Bouhanni         | Tim Merlier            |          |
| 2019 | Eduard-Michael Grosu   | Simone Consonni        | Lasse Norman Leth      |          |
| 2020 | odwołany               | odwołany               | odwołany               | odwołany |
| 2021 | Tim Merlier            | Daniel McLay           | John Degenkolb         |          |
| 2022 | Arnaud De Lie          | Simone Consonni        | Danny van Poppel       |          |
| 2023 | Gerben Thijssen        | Caleb Ewan             | Stanisław Aniołkowski  |          |
| 2024 | Dylan Groenewegen      | Maurice Ballerstedt    | Arnaud De Lie          |          |
| 2025 |                        |                        |                        |          |